# 日產Be-1
日產Be-1是一部由日本日產汽車公司設計製造的雙門半三廂式轎車，乃自日產March第一代K10型衍生出來。
關於車名的由來，乃是將此款車的開發代號「BK1」加以Be動詞化，故取名為Be-1。由於此車推出後獲得成功，日產汽車亦在東京青山開設「Be-1店鋪」，販售服飾、背包、文具、時鐘、錢包等周邊商品。

## 概要
1980年代初期，日本汽車界的設計概念從「四方形」逐漸走向「圓形」。而這輛車的特色在於外型設計採懷舊復古風潮，具有渾圓大燈的車頭設計帶著可愛俏皮的趣味，加上大膽採用土黃色的車身塗裝，一般被認為是日本車界「尖端汽車」（（日語）パイクカー，（英文）pike car）的先驅。
1981年第一代本田City推出後獲得超高人氣，雖然日產汽車推出March對抗，但仍力求突圍。本來打算「新型March」的企劃案，後來卻大膽採納服裝設計師坂井直樹的構想，於1985年的東京車展推出Be-1的試作概念車。當初坂井的企劃構想在日產汽車公司內部遭受「不適合做為量產市販汽車」的批判，想不到在車展上獲得正面的肯定與好評，於是決定投產上市。
這部車的前檔泥板、前後保險桿等零件採用彈性塑膠面板，乃是世界首創，而彈性塑膠的材料包含聚苯醚（PPO，polyphenylene oxide）及聚酰胺（polyamide），具有以下特性：
- 射出成型之自由度較高。
- 塗裝品質較好。
- 耐衝擊性較強。

## 歷史
- 1985年 - 10月在東京車展上首度公開，獲得好評。
- 1987年 - 1月正式問世販售，由日產汽車委託高田工業（日语：高田工業）代工製造[3]。推出「南瓜黃」、「番茄紅」、「洋蔥白」、「繡球花藍」等四種車色，並限定1萬輛。原本設定月產量400輛，沒想到甫上市兩個月內被消費者預約一空，於是將月產量增加至600輛[4]。同年3月，追加帆布天窗式車型。
- 1988年5月 - 結束生產。

## 獲獎紀錄
1. 1987年10月：獲得通商産業省選定好設計獎；同年12月獲得日本經濟新聞社之《日經趨勢雜誌（日语：日経トレンディ）》選定當年度超人氣商品第五名，以及日本能率協會（日语：日本能率協会）主辦之「JMA綜合行銷優秀製造商獎」（（日語）JMA総合マーケティング優秀メーカー賞）。
2. 1988年1月：獲得日本經濟新聞社頒發年度最佳商品獎。

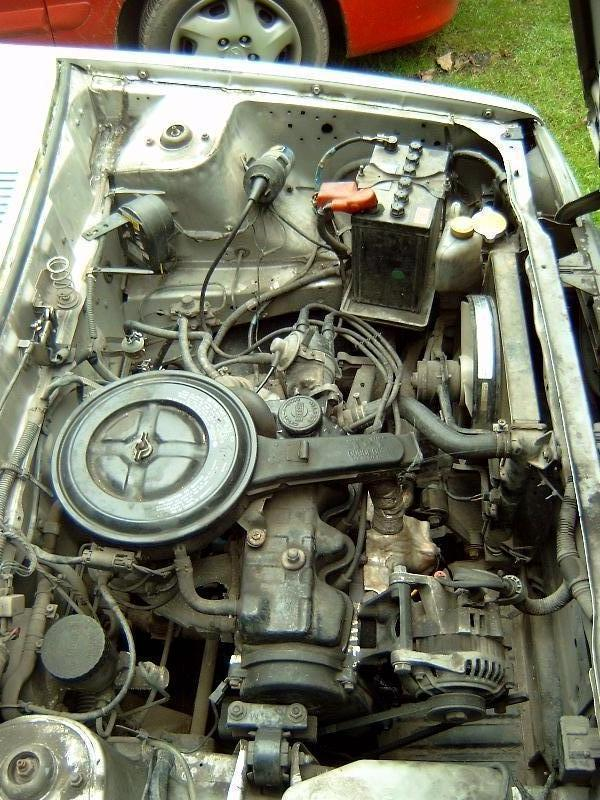
MA10S型引擎特寫
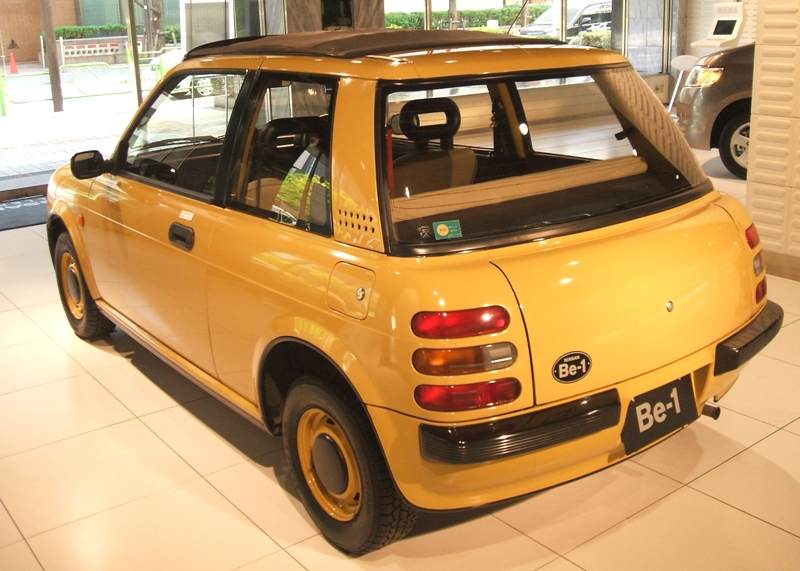
車尾
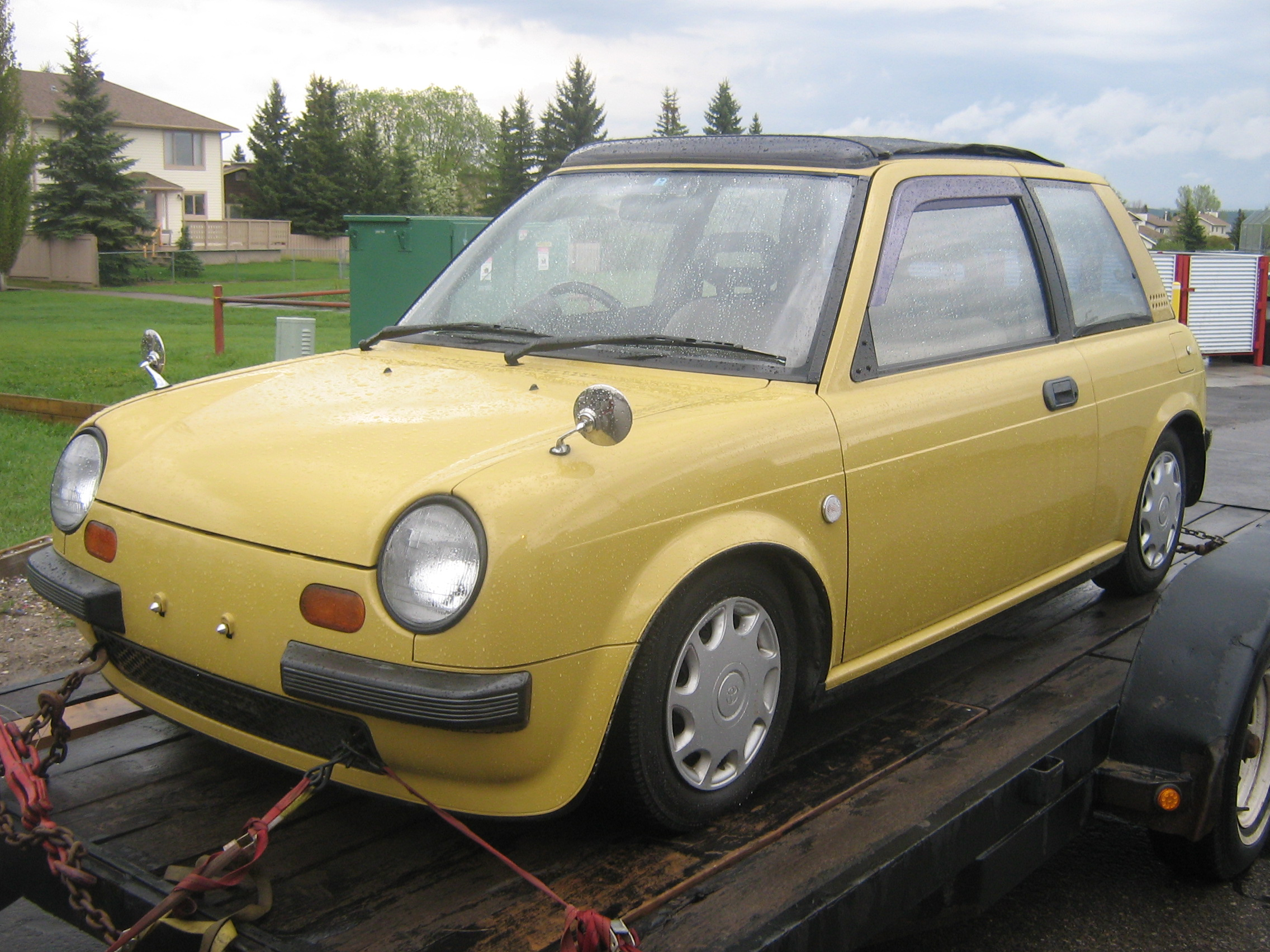
車頭
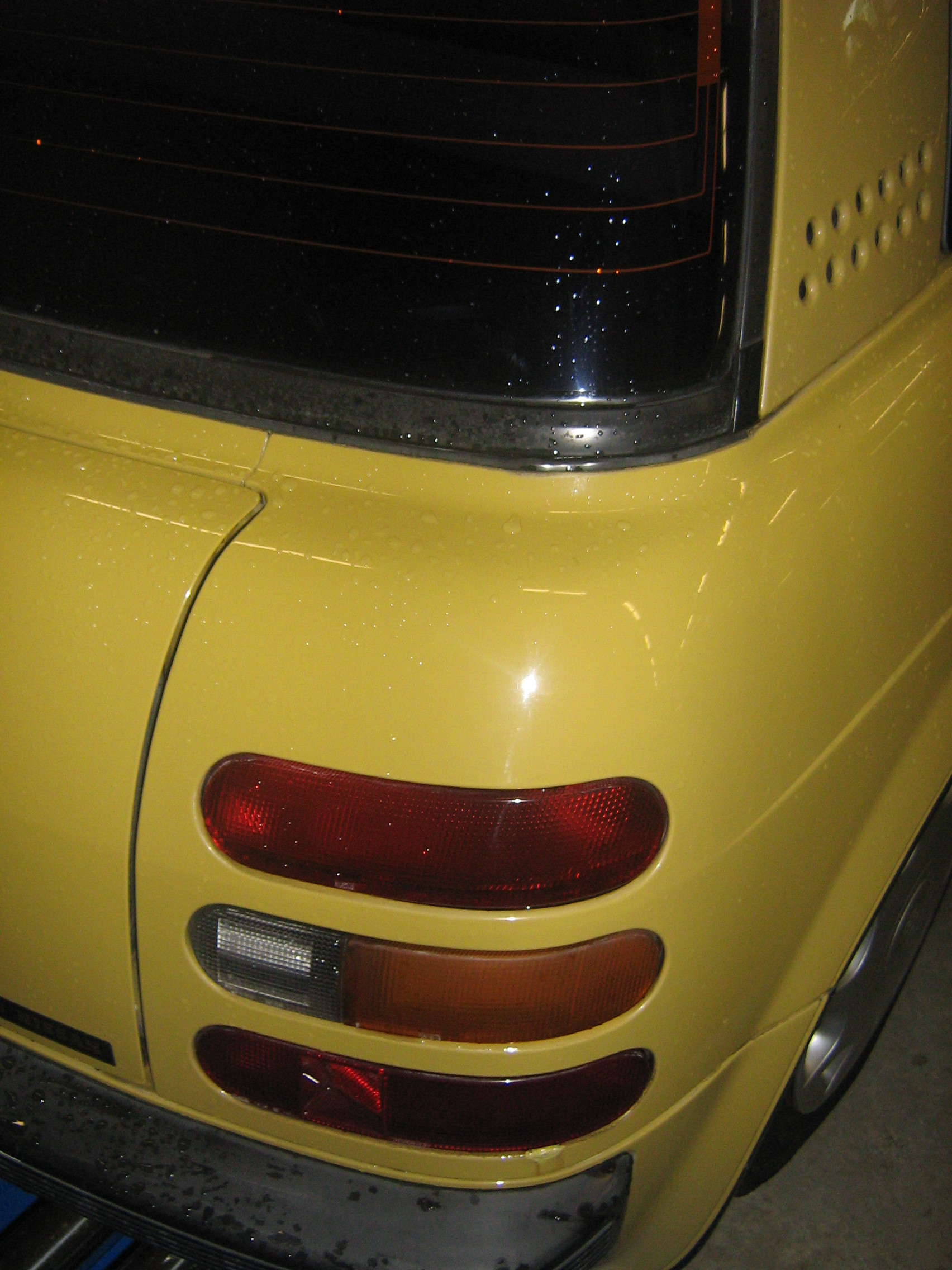
尾燈特寫

## 內部連結
- 日產March
- 日產Pao
- 日產費加羅
- 日產S-Cargo

## 外部連結
- （日語）日本官方網站
- 《人車誌汽車雜誌》：Nissan Be-1
- AutoNet: 日本名車系列（79）-NISSAN Be-1 （页面存档备份，存于）
- （日語）Gazoo.com - 日產Be-1